# Gonçalo Cadilhe
Gonçalo Luís Vergueiro Ribeiro Cadilhe (* 24. Mai 1968 in Figueira da Foz) ist ein portugiesischer Reiseschriftsteller und Reisejournalist.

## Leben
Cadilhe wurde im Seebad Figueira da Foz geboren, wo er bis heute lebt. Er studierte Unternehmensmanagement an der Katholischen Universität in Porto (Abschluss 1992), und besuchte in der Zeit dort auch die Musikschule Escola de Jazz. Nach einer kurzen Zeit im Unternehmensmanagement ging er 1993 erstmals auf Reisen, um seinen neugewählten Beruf als Reiseschriftsteller auszuüben. Seither schrieb er zehn teils sehr erfolgreiche Bücher. So ist sein erstes Buch von 2005 inzwischen in der achten Auflage. Er produzierte dazu bisher (8/2012) drei Reisedokumentationen für den öffentlich-rechtlichen Fernsehkanal RTP2. Mit seinem Buch Nos Passos de Magalhães (dt. etwa: Auf den Spuren von Magellan) dokumentierte er 2008 seine unternommene Reise auf den Spuren der Weltumsegelung des portugiesischen Seefahrers Ferdinand Magellan (1480–1521). Er unternahm sie entsprechend dem historischen Vorbild und in Einklang mit seiner Überzeugung, Reisen seien erst wertvoll, wenn sie langsam und möglichst naturverbunden und umweltfreundlich unternommen werden, mit vielen unverfälschten Eindrücken, etwa durch Kontakt zu den lokalen Bewohnern und ohne Verfälschung durch starke Präsenz der Tourismusindustrie.
Cadilhe schrieb regelmäßig für verschiedene Magazine, darunter Grande Reportagem, Blitz und SurfPortugal, und hielt Kolumnen in verschiedene Zeitungen, etwa im Expresso. Er arbeitet auch als Reiseleiter für ausgesuchte Reisen der portugiesischen Reiseunternehmen Pinto Lopes Viagens und Nomad - Evasão e Expedições.
Cadilhe lebt mit seiner Frau und seinem Sohn in seiner Heimatstadt Figueira da Foz. Er ist Neffe des Bankmanagers und ehemaligen Finanzministers Miguel Cadilhe (* 1944).

## Bibliografie
- 2005: Planisfério Pessoal
- 2005: No Princípio Estava o Mar
- 2006: A Lua Pode Esperar
- 2007: África Acima
- 2008: Nos Passos de Magalhães
- 2008: Tournée
- 2009: 1km de Cada Vez
- 2010: O Mundo é Fácil
- 2011: Encontros Marcados
- 2012: Um Lugar Dentro de Nós
- 2014: Passagem para o Horizonte
- 2014: Um Dia na Terra
- 2016: Nos Passos de Santo António
- 2017: O Esplendor do Mundo
- 2020: Por Este Reino Acima
- 2021: Sinal de GPS Perdido